# 三兴镇 (万载县)
三兴镇，是中华人民共和国江西省宜春市万载县下辖的一个乡镇级行政单位。

## 行政区划
三兴镇下辖以下地区：
三兴街社区、三兴村、湖源村、花塘村、万岁村、沙潭村、石蛇村、杭桥村、红旗村、闹坪村和漕源村。